# Campionati europei di pugilato dilettanti femminili 2018
I Campionati europei di pugilato dilettanti femminili 2018 si sono tenuti a Sofia, Bulgaria, dal 4 al 13 giugno 2018. È stata l'11ª edizione della competizione organizzata dall'organismo di governo europeo del pugilato dilettantistico, EUBC.

## Podi
| Specialità                 | Oro                        | Argento                  | Bronzo                                            |
| Pesi mosca leggeri (kg 48) | Ekaterina Paltceva         | Sevda Yuliyanova Asenova | Steluța Duță Hanna Okhota                         |
| Pesi mosca (kg 51)         | Svetlana Solouianova       | Buse Naz Çakıroğlu       | Gabriela Rostisova Dimitrova Yana Bartym          |
| Pesi gallo (kg 54)         | Stoyka Zhelykazova Petrova | Delphine Mancini         | Arianna Delaurenti Giulia Viktoriia Kuleshova     |
| Pesi piuma (kg 57)         | Stanimira Petrova          | Daria Abramova           | Michaela Walsh Mona Mestiaen                      |
| Pesi leggeri (kg 60)       | Mira Potkonen              | Anastasia Beliakova      | Kellie Anne Harrington Denitsa Yordanova Eliseeva |
| Pesi superleggeri (kg 64)  | Melis Nezhdetova Yonuzova  | Sema Caliskan            | Ekaterina Dynnik Mariia Bova Badulina             |
| Pesi welter (kg 69)        | Elina Gustafsson           | Iaroslava Iakushina      | Assunta Canfora Nadine Apetz                      |
| Pesi medi (kg 75)          | Nouchka Fontijn            | Mariya Borutsa           | Lauren Louise Price Sarah Scheurich               |
| Pesi mediomassimi (kg 81)  | Maria Urakova              | Elif Güneri              | Anastasiia Chernokolenko Victoriya Kebikava       |
| Pesi massimi (kg 81+)      | Flavia Severin             | Kristina Tkacheva        | Sennur Demir Lidia Maria Fidura                   |

## Medagliere
Nazione ospitante 
| Posiz. | Nazione     | Oro | Argento | Bronzo | Totale |
| ------ | ----------- | --- | ------- | ------ | ------ |
| 1      | Russia      | 3   | 4       | 2      | 9      |
| 2      | Bulgaria    | 3   | 1       | 2      | 6      |
| 3      | Finlandia   | 2   | 0       | 0      | 2      |
| 4      | Italia      | 1   | 0       | 2      | 3      |
| 5      | Paesi Bassi | 1   | 0       | 0      | 1      |
| 6      | Turchia     | 0   | 3       | 1      | 4      |
| 7      | Ucraina     | 0   | 1       | 3      | 4      |
| 8      | Francia     | 0   | 1       | 1      | 2      |
| 9      | Bielorussia | 0   | 0       | 2      | 2      |
| 9      | Germania    | 0   | 0       | 2      | 2      |
| 9      | Irlanda     | 0   | 0       | 2      | 2      |
| 12     | Galles      | 0   | 0       | 1      | 1      |
| 12     | Polonia     | 0   | 0       | 1      | 1      |
| 12     | Romania     | 0   | 0       | 1      | 1      |
| Totale | Totale      | 10  | 10      | 20     | 40     |